# Asmate lutea
Asmate lutea là một loài bướm đêm trong họ Geometridae.